# Network Press Concept
Rodipet, actualmente Network Press Concept, a fost principalul jucător de pe piața de distribuție de presă din România.
Rodipet a fost privatizată în anul 2003, când firma Magnar Two a preluat acțiuni reprezentând 100% din capital.
În iulie 2009, AVAS a fost reînscrisă ca acționar majoritar, cu 51% din capitalul social, datorită acumulărilor de datorii ale companiei.
Compania deține peste 1.400 de chioșcuri la nivelul întregii țări. Multe din acestea sunt închiriate.
La jumătatea anului 2010, procurorii DIICOT au început urmărirea penală față de 9 persoane, printre care și frații libanezo-americani Mehdi și Hassan Awdi, pentru fraudarea cu 35,5 milioane de euro a Rodipet, după ce firma a fost privatizată.
Președintele AVAS, Adrian Volintiru, lucrează din 21 martie 2013 la un plan pentru restartarea companiei de distribuție.
În decembrie 2015, Guvernul a acceptat să plătească despăgubiri de 48 de milioane de lei, după ce statul român a pierdut procesul cu Hassan Awdi.